# Cantonul Ploudalmézeau
Cantonul Ploudalmézeau este un canton din arondismentul Brest, departamentul Finistère, regiunea Bretania, Franța.

## Comune
- Brélès
- Lampaul-Ploudalmézeau
- Landunvez
- Lanildut
- Ploudalmézeau (reședință)
- Plouguin
- Plourin
- Porspoder
- Saint-Pabu
- Tréouergat